# Bükkaranyos
Bükkaranyos é um município da Hungria, situado no condado de Borsod-Abaúj-Zemplén. Tem 26,2 km² de área e sua população em 2015 foi estimada em 1.478 habitantes.